# Jiyai Shin
Dans ce nom coréen, le nom de famille, Shin, précède le nom personnel.
Jiyai Shin ou Ji-Yai Shin (신지애 en hangeul), née le 28 avril 1988 dans le district de Yeonggwang (province de Jeolla du Sud en Corée du Sud), est une golfeuse sud-coréenne. Professionnelle depuis 2005, elle a d'abord intégré le circuit sud-coréen (KLPGA) et circuit japonais (JLGPA) avant de rejoindre le circuit américain (LPGA). Elle compte trente victoires professionnelles dont un tournoi majeur : l'Open britannique en 2008 avec trois coups d'avance sur la Taïwanaise Yani Tseng. En 2009, elle est désignée meilleure débutante du circuit de la LPGA et termine même en tête du classement des gains.

## Biographie
Encore amateure, elle remporte son premier titre du circuit coréen du KLPGA Tour en 2005. Débutant en professionnelle sur ce même circuit en 2006, elle termine les deux premiers tournois à la troisième place, remportant finalement au cours de l'année trois tournois. L'année suivante, elle remporte dix des dix-neuf tournois qu'elle dispute sur le circuit européen. Elle fait ses premiers pas sur le circuit américain du LPGA Tour et dispute trois des quatre tournois majeurs du calendrier. Lors de l'Open américain, elle termine à la sixième place, après avoir un temps occupé la tête du tournoi lors du dernier tour. Elle termine également troisième de l'Evian Masters, tournoi figurant au programme du LPGA Tour et désigné comme majeur sur le circuit européen. Elle termine finalement l'année à la huitième place du classement mondial, ce qu'aucune coréenne n'avait réalisé auparavant.
Après avoir commencé la saison, en compagnie de Eun-Hee Ji, par une place de deuxième lors de la coupe du monde de golf, battue par l'équipe des Philippines, elle continue sa razzia sur le circuit coréen. Elle remporte également son premier Majeur en triomphant lors de l'Open britannique. Elle remporte deux autres tournois sur le circuit américain et est distinguée du titre de Louise Suggs Rolex Rookie of the Year Award, titre récompensant la meilleure débutante de l'année sur le circuit.

## Palmarès
Jiyai Shin détient à ce jour un titre majeur avec l'Open britannique en 2008 avec trois coups d'avance sur la Taïwanaise Yani Tseng. Elle compte au total trente deux titres professionnelles, sept sur le circuit de la LPGA (nord-américain), dix-neuf sur le circuit sud-coréen (KLPGA), quatre sur le circuit japonais (JLGPA) et deux sur le circuit asiatique.

### Victoires professionnelles (33)
| Année     | Tournoi                                                | Tournoi                                                    | Tournoi                                   |
| --------- | ------------------------------------------------------ | ---------------------------------------------------------- | ----------------------------------------- |
| 2006 (4)  | Taeyoung Cup Korea Women's Open (KLPGA)                | PAVV Invitational (KLPGA)                                  | Orient China Ladies Open (KLPGA)          |
| 2006 (4)  | Kosaido Taiwan Japan Friendship Tournament (LAGT)      |                                                            |                                           |
| 2007 (10) | MBC Tour MC Square Cup (KLPGA)                         | Hill State Ladies' Open (KLPGA)                            | MBC Tour BC Card Classic (KLPGA)          |
| 2007 (10) | KB Star Tour in Pohang (KLPGA)                         | KB Star Tour in Chungcheong (KLPGA)                        | SK Energy Invitational (KLPGA)            |
| 2007 (10) | Samsung Finance Ladies' Championship (KLPGA)           | Inter-Burgo Masters (KLPGA)                                | ADT-CAPS Championship (KLPGA)             |
| 2007 (10) | Thailand Ladies' Open Presented by TAT (LAGT)          |                                                            |                                           |
| 2008 (12) | Open britannique (LPGA)                                | Mizuno Classic (LPGA & JLGPA)                              | ADT Championship (LPGA)                   |
| 2008 (12) | Orient China Ladies' Open Presented by Samsung (KLPGA) | Woori Investment & Securities Ladies' Championship (KLPGA) | Taeyoung Cup Korea Women's Open (KLPGA)   |
| 2008 (12) | BC Card Classic (KLPGA)                                | Shinsegae KLPGA Championship (KLPGA)                       | Hite Cup (KLPGA)                          |
| 2008 (12) | KB Star Tour in Incheon (KLPGA)                        | Yokohama Tire PRGR Ladies' Cup (JLGPA)                     |                                           |
| 2009 (4)  | HSBC Women's Champions (LPGA)                          | Wegmans LPGA (LPGA)                                        | Championnat P&G Beauty NW Arkansas (LPGA) |
| 2009 (4)  | Masters GC Ladies (JLGPA)                              |                                                            |                                           |
| 2010 (3)  | Cyber Agent Ladies (JLGPA)                             | Evian Masters (LPGA)                                       | Mizuno Classic (LPGA)                     |

Le fond gris montre les victoires dans les tournois majeurs.

### Parcours en tournois majeurs
| Tournois                  | 2007                      | 2008                      | 2009                      | 2010                      | 2011                      | 2012                      | 2013 | 2014 | 2015 | 2016 | 2017 |
| ------------------------- | ------------------------- | ------------------------- | ------------------------- | ------------------------- | ------------------------- | ------------------------- | ---- | ---- | ---- | ---- | ---- |
| Championnat Kraft Nabisco | T15                       | T31                       | T21                       | T5                        | T29                       | T26                       | T7   | T16  | DNP  | DNP  | DNP  |
| Championnat de la LPGA    | DNP                       | DNP                       | 3                         | T2                        | T34                       | DNP                       | CUT  | DNP  | DNP  | DNP  | T11  |
| Open américain            | 6                         | T19                       | T13                       | T5                        | T10                       | DNP                       | CUT  | DNP  | DNP  | DNP  | CUT  |
| Open britannique          | T28                       | 1                         | T8                        | T14                       | 21                        | 1                         | T36  | T29  | DNP  | T60  | DNP  |
| The Evian Championship ^  | Deviens un majeur en 2013 | Deviens un majeur en 2013 | Deviens un majeur en 2013 | Deviens un majeur en 2013 | Deviens un majeur en 2013 | Deviens un majeur en 2013 | T44  | DNP  | DNP  | DNP  | DNP  |

DNP = N'a pas participé

CUT = A raté le Cut

"T" = Égalité

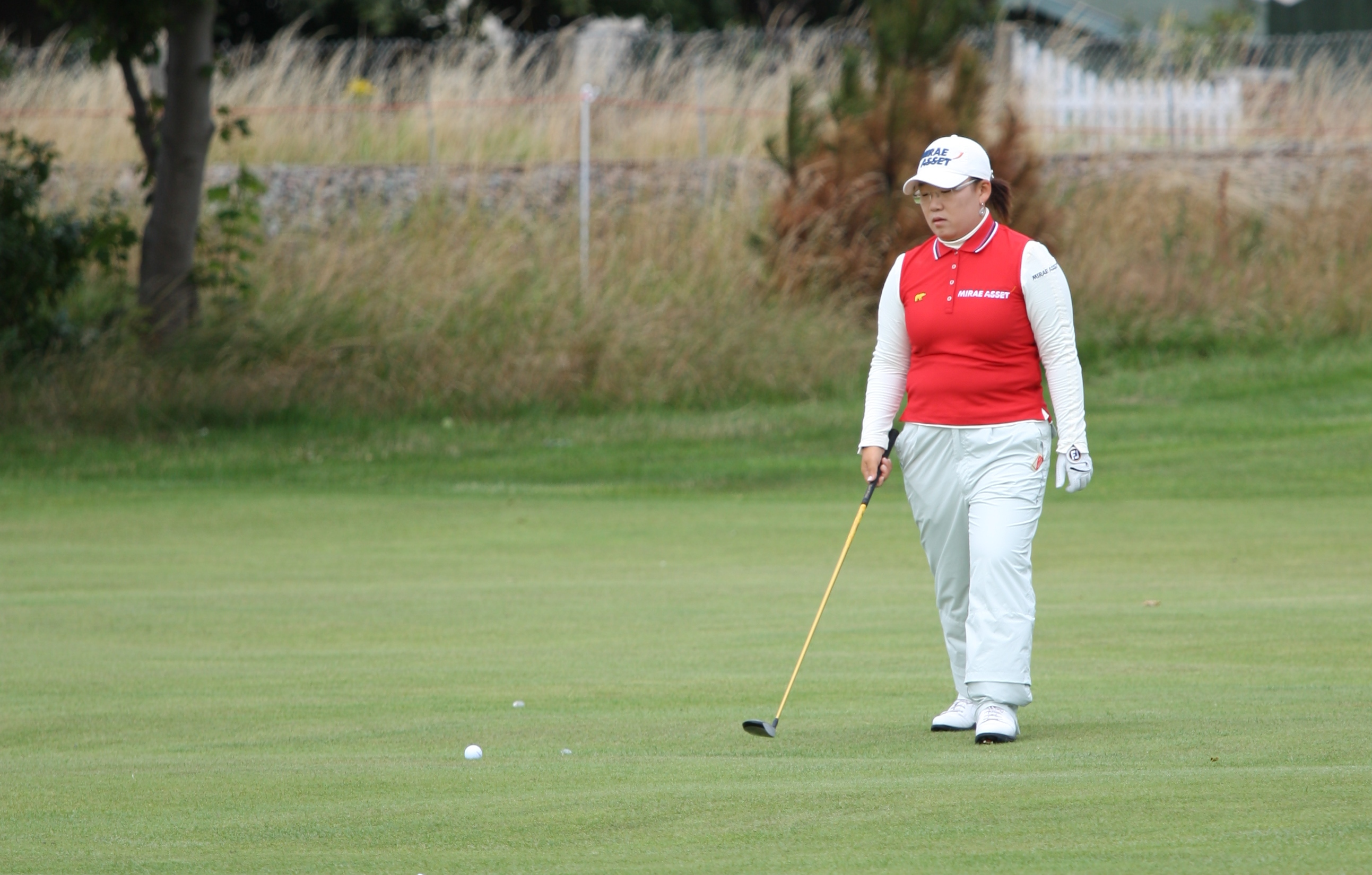
Jiyai Shin à l'Open britannique en 2009.

Le fond vert montre les victoires et le fond jaune un top 10.